# کوه شاهزاده ابوالقاسم

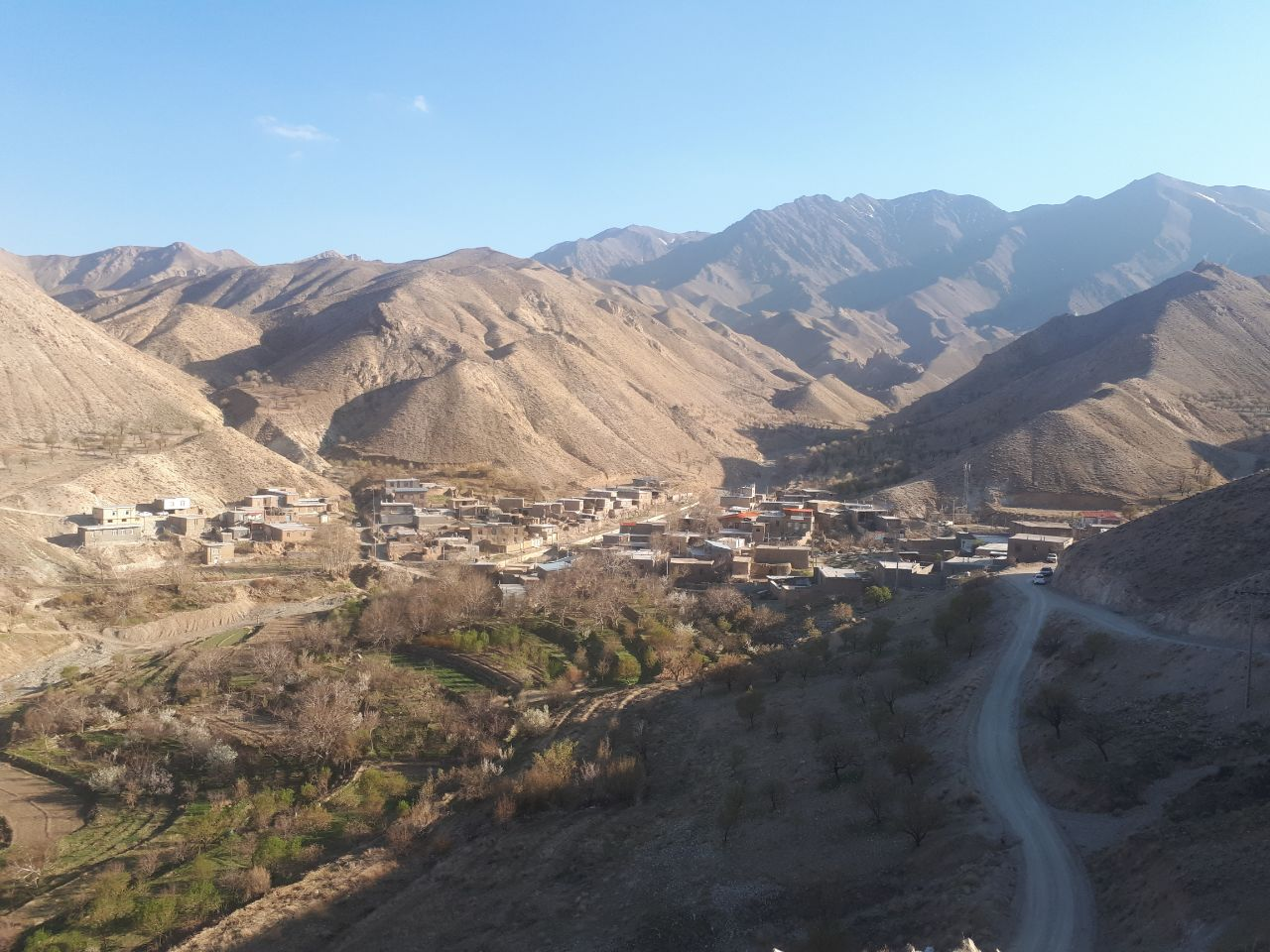
خوش نشینی روستای دیوانخوی در دامنه کوه شاهزاده ابوالقاسم

کوه شاهزاده ابوالقاسم (در گویش سبزواری: شازدَ ابوالقاسم) در ۴۵ کیلومتری جنوب سبزوار و در جنوب‌غربی روستای کیذقان از توابع شهرستان ششتمد واقع شده است. این کوه با ارتفاع ۲۸۱۳ متر بلندترین نقطه در رشته‌کوه کوه‌میش می‌باشد. در شمال کوه، روستاهای دیوان خوی، بیزخ و گاچ، در جنوب کوه، روستاهای اردیز، بلوچ‌خانه و برگو در غرب کوه، روستاهای گرمک، گرزگ و خوشمردان و در شرق کوه، روستاهای پادر، کیذقان و قاسمی واقع شده‌اند. علت نامگذاری کوه شاهزاده ابوالقاسم به این نام، وجود بقعهٔ شاهزاده ابوالقاسم از نوادگان موسی بن جعفر در بالای این کوه است.

## راه دسترسی
وارد جاده سبزوار- بردسکن می‌شویم پس از رسیدن به روستای دولت‌آباد زادگاه آقای رمان ایران، استاد محمود دولت‌آبادی، سمت راست تابلوی شهر ششتمد نمایان می‌باشد به سمت ششتمد می‌رویم به ششتمد که رسیدیم اولین میدان (امام خمینی) را به سمت چپ می‌رویم تا به روستای حسن‌آباد (حسن‌آباد ده زمین) برسیم. سمت راست تابلوی روستاهای کیذقان و پادر خودنمایی می‌کند به سمت کیذقان رفته و پس از بازدید از روستای زیبا و سرسبز کیذقان و چنار کیذقان سبزوار به سمت پادر راه می‌افتیم، بعد از طی ۱۰۰ تا ۲۰۰ متر و در بلندی و قبل از اینکه جاده به سمت پادر شیب بشود راه خاکی را به سمت چپ می‌رویم تا به کلاته متولی برسیم. ماشینو پارک می‌کنیم و مسیرو ۳ تا ۴ ساعت به سمت کوه ادامه می‌دهیم.